# San Bruno (BART)
San Bruno es una estación en las líneas Pittsburg/Bay Point–SFO/Millbrae y Richmond–Millbrae del BART. La estación se encuentra localizada en 1151 Huntington Avenue en San Bruno, California. La estación San Bruno fue inaugurada el 22 de junio de 2003.  Distrito de Transporte Rápido del Área de la Bahía es la encargada por el mantenimiento y administración de la estación.

## Descripción
La estación San Bruno cuenta con 2 plataformas centrales y 2 vías. La estación también cuenta con 1,083 de espacios de aparcamiento.

## Conexiones
La estación es abastecida por las siguientes conexiones de autobuses: 
- SamTrans

38 

43 

133 

140 

141 

391 

Brisbane Shuttle

Brisbane/Bayshore Senior

Bayhill Shuttle

Bayhill BART shuttle